# Calvin Coolidge
John Calvin Coolidge, Jr. (født 4. juli 1872, død 5. januar 1933) var den 30. amerikanske præsident (1923–1929). Coolidge arbejdede sig som republikansk jurist fra Vermont op ad rangstigen inden for Massachusetts politiske liv, for til sidst at ende som guvernør over delstaten. Hans handlinger under politistrejken i Boston i 1919 bragte ham i hele nationens søgelys. Snart efter blev han valgt som den 29. amerikanske vicepræsident i 1920 og opnåede præsidentembedet efter Warren G. Hardings død. Efter at være blevet folkevalgt som præsident ved valget i 1924 fik han ry for at være minimalstats-konservativ.
På mange måder var Coolidges regeringsstil en tilbagevenden til det nittende århundredes passive præsidentperioder. Han genoprettede folkets tro på det Hvide Hus efter skandalerne i forgængerens administration og nød stadig en vis popularitet blandt vælgerne, da han forlod embedet. Hans biograf udtalte senere, at "han legemliggjorde middelklassens ånd og håb, kunne forstå dens længsler og udtrykke dens meninger. Det, at han repræsenterede gennemsnittets ånd , er det mest overbevisende tegn på hans styrke."
Mange har senere kritiseret Coolidge som led i en generel kritik af en laissez-faire-regering. Hans eftermæle oplevede en renæssance under Ronald Reagan-administrationen, men den endelige bedømmelse af hans præsidentperiode er stadig delt mellem dem, som bifalder hans reducering af regeringens størrelse, og hans modstandere, som mener, at den føderale regering bør være mere involveret i reguleringen af økonomien, og at han derfor bar noget af skylden for Depressionen i 1930'erne.

## Familie og tidlige liv

### Fødsel og familiehistorie
John Calvin Coolidge, Jr. blev født i Plymouth i Windsor County i Vermont 4. juli 1872, og han er dermed den eneste amerikanske præsident, som blev født den fjerde juli. Han var den ældste af to børn af John Calvin Coolidge (1845-1926) og Victoria Josephine Moor (1846-1885). Han havde en lillesøster, Abigail Grace Coolidge (1875-1890). Coolidge-familien havde dybe rødder i New England. Coolidges tidligste amerikanske forfader, John Coolidge, emigrerede fra Cambridge, England omkring 1630 og slog sig ned i Watertown, Massachusetts. Coolidges tiptipoldefar, som også hed John Coolidge, var amerikansk hærofficer under den amerikanske revolution. De fleste af Coolidges forfædre var bønder. De mere velkendte Coolidger, såsom arkitekten Charles Allerton Coolidge og diplomaten Archibald Cary Coolidge, nedstammede fra andre grene af familien, som var blevet i Massachusetts. Coolidges bedstemor Sarah Almeda Brewer havde en kendt fætter, Arthur Brown, en amerikansk senator, og en kendt kusine, Olympia Brown, som var forkæmper for kvinders rettigheder.
Coolidges bedstefar Calvin Coolidge besad nogle lokale, politiske embeder i Plymouth og var bedst kendt som en mand med "en forkærlighed for practical jokes". Sarah Brewer var også fra New England. Det er gennem denne forfader, at Coolidge mente, at han delvist nedstammede fra de oprindelige amerikanere. Coolidges far var bonde, men arbejdede også som skolelærer og fredsdommer. Hans mor, Victoria Moor Coolidge, var datter af en anden bonde fra Plymouth Notch. Coolidges mor blev kronisk syg, hun led muligvis af tuberkulose og døde i en ung alder i 1885, men Coolidges far levede længe nok til at se sin søn blive præsident.

## Tidlige karriere og ægteskab

### Jurist i det vestlige Massachusetts
Efter at have dimitteret fra Amherst College efter faderens ønske flyttede Coolidge til Northampton, Massachusetts for at begynde at arbejde med jura. For at undgå det dyre alternativ at gå på det juridiske fakultet startede Coolidge som praktikant hos et lokalt firma, Hammond & Field. John C. Hammond og Henry P. Field, som begge også havde studeret ved Amherst, satte Coolidge i gang med praktisk juridisk arbejde i Hampshire County. I 1897 kom han med i advokatforeningen. Med sin opsparing og en lille arv fra sin bedstefar kunne Coolidge åbne sin egen advokatpraksis i Northampton i 1898, hvor han praktiserede transaktionsjura i den tro, at han tjente sine klienter bedst ved at forblive uden for retssalen. Efterhånden som hans omdømme som en hårdtarbejdende og omhyggelig advokat voksede, begyndte lokale banker og andre forretninger at gøre brug af ham.

### Ægteskab og familie
I 1905 mødte Coolidge en pige, Grace Anna Goodhue, som ligesom ham selv kom fra Vermont, og giftede sig med hende. Goodhue var lokal skolelærerinde på Clarke Døveskole og var personlighedsmæssigt Coolidges totale modsætning: hun var snakkelysten og elskede sjov, mens han var stille og alvorlig. Ikke længe efter deres bryllup rakte Coolidge hende en dag en sæk med 52 par sokker, som alle var fulde af huller. Grace spurgte: "Giftede du dig med mig, så jeg kunne stoppe dine sokker?" hvortil Coolidge uden at smile og med sin sædvanlige alvorlige mine svarede "Nej, men jeg finder det meget praktisk." De fik to sønner sammen; John Coolidge, født i 1906, og Calvin Coolidge, Jr., født i 1908. Ægteskabet var ifølge de fleste kilder meget lykkeligt. Som Coolidge senere skrev i sin selvbiografi: "Vi mente, vi var skabt til hinanden. I næsten et kvart århundrede har hun udholdt mine skavanker, og jeg har glædet mig over hendes ynde."

## Lokale politiske embeder

### Embeder i byen
Det Republikanske parti var det dominerende i New England i Coolidges tid, og han fulgte i Hammonds og Fields fodspor ved at blive aktiv inden for lokalpolitik. Coolidge deltog i den lokale kampagne for den republikanske præsidentkandidat William McKinley i 1896, og året efter blev han valgt til at blive medlem af den republikanske bykomite. I 1898 vandt han valget til byrådet i Northampton som nummer to i et distrikt, hvor de tre bedst placerede kandidater blev valgt. Embedet var ikke lønnet, men gav Coolidge erfaring i den politiske verden. I 1899 afslog han en gennominering og stillede i stedet op som den lokale City Solicitor, en stilling som man blev valgt til af byrådet. Han blev valgt for en ét-årig periode i 1900 og genvalgt i 1901. Denne stilling gav Coolidge en større erfaring som advokat samt en løn på 600$. I 1902 valgte byrådet i stedet en demokrat til stillingen, og Coolidge vendte tilbage til sin private praksis. Kort efter døde amtets retsfunktionær dog, og Coolidge blev valgt til at efterfølge ham. Stillingen var godt betalt, men forhindrede ham i at praktisere jura, så han forblev der kun i et enkelt år. Året efter, 1904, blev Coolidge mødt af sit eneste valgnederlag på stemmer, da han tabte i et valg til Northamptons skoledistriktsbestyrelse.

### Delstatspolitiker og borgmester
I 1906 nominerede den lokale republikanske komite Coolidge til valget til Repræsentanternes hus i Massachusetts. Han vandt en tæt sejr over den siddende Demokrat og repræsenterede Boston ved møderne i Massachusetts General Court i 1907. I sin første periode sad Coolidge i mindre udvalg, og selvom han ofte stemte med partiet, var han kendt som en progressiv republikaner og stemte f.eks. for kvinders valgret og direkte valg af senatorer. I løbet af sin tid i Boston fandt Coolidge sig en allieret i den vestlige Winthrop Murray Crane-faktion i delstatens Republikanske parti mod den Henry Cabot Lodge-dominerede faktion. I 1907 blev han valgt til endnu en periode. I møderne i 1908 udtalte Coolidge sig frimodigt, men var stadig ikke en af lederne i den lovgivende forsamling.
I stedet for at konkurrere om endnu en periode i Huset, vendte Coolidge hjem til sin voksende familie og stillede op som Northamptons borgmester mod den siddende demokrat. Han var vellidt i byen og vandt over sin modstander med stemmerne 1.597 mod 1.409. I løbet af sin første periode (1910 til 1911) forøgede han lærernes løn og fik en del af byens gæld ud af verden, mens han samtidig fik en mindre skattelettelse igennem. Han stillede op igen i 1911 og besejrede den samme modstander med en lidt større margin.
I 1911 trak Hampshire Countys delstatssenator sig tilbage og anbefalede Coolidge at prøve at blive valgt som hans efterfølger ved valget i 1912. Han besejrede sin demokratiske modstander med stort flertal. Ved starten af sin embedsperiode blev Coolidge valgt som formand for et udvalg, som skulle løse "Brød og Roser"-strejken af arbejdere for American Woolen Company i Lawrence. Efter to anspændte måneder gik selskabet med til arbejdernes krav i et forlig, som udvalget havde anbefalet. De andre store sager for Republikanerne det år var partiets opdeling mellem den progressive side, som foretrak Theodore Roosevelt som præsidentkandidat, og den konservative side som foretrak William Howard Taft. Selvom han foretrak visse progressive lovforslag, nægtede Coolidge at forlade partiet. Da det nye Progressive Party ikke opstillede en kandidat i hans delstatsdistrikt, vandt Coolidge genvalget over sin demokratiske modstander.
Møderne i 1913 var endnu mere begivenhedsløse, og Coolidges tid blev hovedsageligt brugt i et jernbaneudvalg, som han var formand for. Coolidge havde tænkt sig at trække sig tilbage efter 1912, da to perioder var normen, men da formanden for delstatssenatet, Levi H. Greenwood, overvejede at stille op som viceguvernør, besluttede Coolidge sig for igen at stille op til Senatet i håb om at blive valgt til formand. Selvom Greenwood senere besluttede sig for at stille op til genvalg til Senatet, blev han slået, og Coolidge blev valgt med Cranes hjælp som formand for det tæt delte senat. Efter sit valg i januar 1914 holdt Coolidge en tale kaldet Have Faith in Massachusetts ("Tro på Massachusetts"), som senere blev genudgivet som bog. Hans tale, som senere ofte er blevet citeret, opsummerede Coolidges regeringsfilosofi.
Coolidges tale blev positivt modtaget og han tiltrak på den måde nogle beundrere. Hen mod slutningen af hans embedsperiode foreslog mange af dem ham som viceguvernør. Efter at have vundet genvalget til Senatet med en større margin i valget i 1914 blev Coolidge genvalgt som senatspræsident af et enigt senat. Da 1915-møderne nærmede sig deres afslutning, anbefalede Coolidges støtter under ledelse af en anden student fra Amherst, Frank Stearns, ham igen at stille op som viceguvernør. Denne gang tog han imod rådet.

### Viceguvernør
Coolidge deltog i primærvalget ti viceguvernør og blev nomineret til at stille op sammen med guvernørkandidat Samuel W. McCall. Coolidge var den førende stemmesluger i det Republikanske primærvalg og afbalancerede Republikanernes kandidatliste ved at føje en vestlig tilstedeværelse til McCalls østligt baserede støtter. McCall og Coolidge vandt valget i 1915, hvor Coolidge besejrede sin modstander med mere end 50.000 stemmer.
Coolidge havde ikke mange pligter som viceguvernør; i Massachusetts er viceguvernøren ikke ordstyrer i delstatssenatet, selvom Coolidge dog blev medlem af guvernørens kabinet ex officio. Som folkevalgt embedsmand på fuld tid praktiserede Coolidge ikke længere jura efter 1916, selvom hans familie fortsatte med at bo i Northampton. McCall og Coolidge blev begge genvalgt i 1916 og igen i 1917 (dengang kunne man kun holde embedet som guvernør og viceguvernør i et år af gangen). Da McCall besluttede sig for, at han ikke ville stille op til en fjerde periode, bekendtgjorde Coolidge, at han selv agtede at stille op til guvernørposten.

## Guvernør for Massachusetts

### Valget i 1918
Coolidge blev ikke udfordret om den Republikanske nominering til guvernør for Massachusetts i 1918. Han og hans viceguvernørkandidat Channing Cox, en advokat fra Boston og speaker i Repræsentanternes hus i Massachusetts, stillede op på de samme værdier som den foregående administration: skattekonservatisme, en vag modstand mod alkoholforbuddet, støtte til kvinders stemmeret og støtte til amerikansk engagement i første verdenskrig. Spørgsmålet om krigen viste sig at dele befolkningen, specielt de irske og tyske amerikanere var skeptiske. Coolidge blev valgt med en margin på 16.773 stemmer over modstanderen Richard H. Long, hvilket var den smalleste sejrsmargin, hans delstatslige kampagner havde vundet med.

### Politistrejken i Boston
I 1919 udsendte politikommissær Edwin U. Curtis som et svar på rygter om at politimænd i Boston Police Department planlagde at danne en fagforening en erklæring, som sagde, at en sådan handling ikke ville blive tolereret. I august samme år udstedte American Federation of Labor bestemmelser for Boston Police Union. Curtis udtalte efterfølgende, at foreningens ledere var ulydige, og at han planlagde at fritage dem for tjeneste, men at han ville frafalde straffen, hvis foreningen blev opløst inden 4. september. Bostons borgmester Andrew Peters overbeviste Curtis om at udskyde konsekvensen nogle få dage, men Curtis suspenderede alligevel efter en kort forsinkelse foreningens ledere 8. september.
Dagen efter gik omkring tre fjerdedele af politimændene i Boston i strejke. Coolidge havde holdt øje med situationen, imens konflikten havde udspillet sig, men var endnu ikke skredet ind. Den nat og den efterfølgende var der sporadisk vold og optøjer i den lovløse by. Peters, som var bekymret for, at der skulle komme sympatistrejker, havde tilkaldt nogle enheder fra Massachusetts National Guard, som var stationeret i Boston-området samt fritaget Curtis for tjeneste. Coolidge, som var rasende over, at borgmesteren havde tilkaldt delstatens nationalgardeenheder, tog nu endelig affære. Han tilkaldte flere enheder fra nationalgarden, genindsatte Curtis og tog personligt kontrol over politistyrken. Curtis udtalte, at ingen af de strejkende ville kunne vende tilbage til deres tidligere job, og Coolidge udstedte opfordringer om, at der skulle rekrutteres en ny politistyrke.
Samme nat modtog Coolidge et telegram fra AFL-lederen Samuel Gompers. "Den uro, der må være sket", skrev Gompers, "skyldes Curtis' ordre hvori politimændene er blevet nægtet deres ret..." Coolidge svarede offentligt på Gompers' telegram på en måde som ville bringe ham ind i nationens bevidsthed (citeret ovenfor, til venstre). Aviser fra overalt i landet optrykkede Coolidges udtalelse, og han blev den nye helt for beskyttere af den amerikanske kapitalisme. Mange amerikanere var rædselsslagne for, at der skulle komme en kommunistisk revolution ligesom den, der havde fundet sted i Rusland, Ungarn og Tyskland. Mens Coolidge efter begivenheden havde mistet nogle venner i den organiserede arbejdsstyrke, så konservative over hele landet ham nu som en opstigende stjerne.

### Valget i 1919
Coolidge og Cox blev gennomineret til deres respektive embeder i 1919. På dette tidspunkt havde Coolidges støtter (specielt Stearns) gjort reklame for hans handlinger under politistrejken i hele delstaten og sågar flere andre steder i nationen, og nogle af Coolidges taler blev genudgivet som bog. Han blev stillet overfor den samme modstander som i 1918, Richard Long, men denne gang besejrede Coolidge ham med 125.101 stemmer, hvilket var mere end syv gange hans sejrsmargin fra et år tidligere. Hans handlinger under Politistrejken, kombineret med den enorme valgsejr, førte til forslag om, at Coolidge skulle stille op til præsidentvalget i 1920.

### Lovgivning og vetoer som guvernør
Da Coolidge blev taget i ed 1. januar 1919 var første verdenskrig endt, og Coolidge skubbede på i lovgivningen for at få gennemført at man gav en bonus på 100$ til veteraner fra Massachusetts. Han underskrev også et lovforslag som reducerede arbejdsugen for kvinder og børn fra 54 timer til 48, og udtalte i den forbindelse at "vi må menneskeliggøre industrien, eller systemet vil bryde sammen." Han vedtog et budget som holdt skatteprocenten på et stabilt niveau, mens han trimmede fire millioner dollars fra udgifterne, hvilket dermed lod delstaten betale lidt af på sin gæld.
Coolidge nedlagde også veto mod flere ting som guvernør. Hans bedst kendte veto var mod et lovforslag som ville hæve lovgivernes egen løn med 50 %. I maj 1920 nedlagde han veto mod et lovforslag som ville have tilladt salg af øl eller vin med en alkoholprocent på 2,75 eller mindre, hvilket ville være at gå imod den attende tilføjelse. Selvom Coolidge selv var imod alkoholforbuddet, følte han sig forpligtet til at nedlægge veto mod lovforslaget. I sin vetomeddelelse sagde han at "Meninger og instruktioner er ikke højere end Forfatningen. Mod den er de ugyldige."

## Vicepræsidentperiode

### Valget i 1920
På det republikanske partikonvent i 1920 blev de fleste af de delegerede valgt af delstaternes partikonventioner, og altså ikke primærvalg. Af den grund var feltet delt op blandt mange lokale favoritter. Coolidge var en af disse, og selvom han nåede helt på på en sjetteplads i stemmeresultatet betragtede de magtfulde ledere indenfor partiet ham aldrig som en rigtig kandidat. Efter ti afstemninger valgte de delegerede senator Warren G. Harding fra Ohio som deres præsidentkandidat. Da der skulle vælges en vicepræsidentkandidat havde particheferne også besluttet sig for hvem de ville nominere: Senator Irvine Lenroot fra Wisconsin. En delegeret fra Oregon, Wallace McCamant, som havde læst Have Faith in Massachusetts, foreslog Coolidge til vicepræsident i stedet. Forslaget fik hurtigt medvind, og Coolidge blev helt uventet nomineret.
Demokraterne nominerede en anden Ohio-borger, James M. Cox, til præsident og assisterende flådeminister Franklin D. Roosevelt til vicepræsident. Spørgsmålet om USA skulle gå med i Folkeforbundet var et stort emne i kampagnen, såvel som arven fra progressivismen. Harding drev sin kampagne fra sit hjem i Marion i Ohio, men Coolidge tog på kampagnerejse i Upland South, New York og New England. 2. november 1920 vandt Harding og Coolidge en jordskredssejr, da de vandt alle delstater bortset fra i Syden. De vandt også i Tennessee, hvilket var første gang en republikaner havde vundet en sydlig delstat siden rekonstruktionstiden.

### "Silent Cal"
Der kom ikke mange officielle pligter med vicepræsidentembedet, men præsident Harding inviterede Coolidge med til regeringsmøderne, hvilket var første gang en vicepræsident havde været med til dem. Han holdt ligeledes mange taler rundt omkring i landet, men ingen af dem var specielt nævneværdige.
Som vicepræsident blev Coolidge og hans livlige kone Grace inviteret til mange fester, hvor historien om "Silent Cal" ("Tavse Cal") blev født. Det er fra denne tid de fleste kendte jokes og anekdoter vedrørende Coolidge stammer. Selvom Coolidge var kendt som en dygtig og effektiv offentlig taler, var han privat en mand af få ord, og blev derfor ofte omtalt som "Silent Cal." En mulig, apokryf historie handler om at Dorothy Parker, som sad ved siden af ham til middag, fortalte ham "Mr. Coolidge, jeg har lavet et væddemål med en kammerat, som sagde at det er umuligt at få mere end to ord ud af Dem." hvortil Coolidge angiveligt svarede: "De taber." Det var også Parker som, efter at have hørt at Coolidge var død, angiveligt bemærkede "Hvordan kan de vide det?" Coolidge virkede ofte ilde til mode blandt Washingtons højere kredse; da han blev spurgt hvorfor han så fortsatte med at komme til så mange af deres middagsfester svarede han at han "skulle jo have et sted at spise".
Som præsident voksede Coolidges ry for at være en tavs mand. "En præsidents ord har en enorm vægt," skrev han senere, "og bør ikke blot bruges tilfældigt." Coolidge var selv opmærksom på sit ry, og dyrkede det også selv. Han fortalte engang Ethel Barrymore: "Jeg tror at det amerikanske folk vil have et højtideligt æsel som præsident, og jeg tror at jeg vil føje dem." Han holdt alligevel et rekordstort antal pressekonferencer, 520 i løbet af sin præsidentperiode, hvilket var daværende rekord. Han var den første præsident som accepterede opfølgende spørgsmål på pressekonferencer.

## Præsidentperiode (1923–1929)

### Hardings død
2. august 1923 døde præsident Harding mens han var på rejse rundt for at holde taler i Californien. Vicepræsident Coolidge var på besøg i sit familiehjem, som hverken havde elektricitet eller telefon, i Vermont da en budbringer underrettede ham om Hardings død. Coolidge tog tøj på, bad en bøn og kom ned for at modtage reporterne som havde forsamlet sig. Hans far, som var notar, tog sin søn i ed som præsident i familiens dagligstue i lyset fra en petroleumslampe klokken 2:47 om natten 3. august 1923 hvorefter Coolidge gik tilbage i seng. Coolidge vendte tilbage til Washington den følgende dag, og blev taget i ed i embedet på ny af dommer A. A. Hoehling, da der herskede en del forvirring, om hvorvidt en notar havde autoriteten til at kunne administrere den præsidentielle edsaflæggelse.

### Færdiggørelsen af Hardings embedsperiode
Nationen vidste ikke hvad den skulle synes om den nye præsident; Coolidge havde ikke markeret sig specielt i Hardings administration, og mange havde forventet at han ville blive udskiftet ved valget i 1924. Han valgte C. Bascom Slemp, et kongresmedlem fra Virginia og erfaren føderal politiker, som sin sekretær (en stilling der nogenlunde svarer til det nuværende Det Hvide Hus' stabschef). Selvom mange af Hardings ministre havde været indblandet i skandaler, bekendtgjorde Coolidge at han ikke ville kræve nogens tilbagetrædelse, da han mente at siden folket havde valgt Harding burde han fortsætte Hardings præsidentskab, i det mindste frem til næste valg.
Han talte til Kongressen da den samledes igen 6. december 1923, og holdt en tale som gengav mange af Hardings synspunkter, deriblandt immigrationsbegrænsning og behovet for at regeringen skulle gribe ind i de kulstrejker som på daværende tidspunkt foregik i Pennsylvania. Washingtonkonferencen blev afholdt blot en måned inde i Coolidges embedsperiode, og resultatet blev generelt godt modtaget i landet. I maj 1924 blev bonusloven vedtaget på trods af hans veto. Coolidge underskrev Immigration Act senere det år, selvom han tilføjede en kommentar hvor han udtrykte sin utilfredshed med at lovforslaget specifikt ekskluderede japanske immigranter. Kort før det republikanske konvent begyndte underskrev Coolidge Revenue Act of 1924, som nedsatte de personlige rater på indkomstskat mens den hævede arveskatten og oprettede en gaveskat for at styrke overførselsskattesystemet .

### Valget i 1924
Det republikanske partikonvent blev afholdt 10.–12. juni 1924 i Cleveland, Ohio; Præsident Coolidge blev nomineret allerede ved den første afstemning. Konventet nominerede Frank Lowden fra Illinois til vicepræsident ved den anden afstemning, men han afslog via telegram. Den tidligere brigadegeneral Charles G. Dawes, som senere vandt Nobels fredspris i 1925, blev nomineret ved tredje afstemning; han accepterede.

Demokraterne afholdt deres partikonvent fra 24. juni til 9. juli i New York City. Konventet låste sig hurtigt fast, og efter 103 afstemninger gik de delegerede endelig med til at nominere en kompromiskandidat, John W. Davis, med Charles W. Bryan nomineret til vicepræsident. Demokraternes håb blev holdt oppe af at Robert M. La Follette, Sr., en Republikansk senator fra Wisconsin, gik fra partiet for at danne et nyt Progressive Party. Mange mente at splittelsen i det Republikanske parti, ligesom i 1912, ville lade en Demokrat vinde præsidentvalget.
Kort tid efter konventerne oplevede Coolidge en personlig tragedie. Hans yngste søn, Calvin, Jr., fik en vable fra at have spillet tennis på banerne ved Det Hvide Hus. Vablen blev inficeret, og Calvin, Jr. døde. Efter denne hændelse blev Coolidge endnu mere tilbagetrukket. Han har senere sagt at "da han døde forsvandt al præsidentembedets magt og ære med ham." På trods af sin personlige sorg drev Coolidge sin konventionelle kampagne; han prøvede aldrig at sværte sine modstandere til (omtalte dem ikke engang ved navn) og holdt taler om sin teori om, hvordan landet burde ledes, deriblandt flere som blev sendt over radio. Det var den mest afdæmpede kampagne siden 1896, delvist fordi præsidenten sørgede over sin søn, men også delvist fordi Coolidges stil var naturligt ikke-aggressiv. De andre kandidater førte kampagne på en mere moderne måde, men på trods af splittelsen af det Republikanske parti var resultaterne meget lig dem fra 1920. Coolidge og Dawes vandt alle delstater udenfor Syden bortset fra Wisconsin, som var La Follettes hjemdelstat. Coolidge havde en majoritet i antallet af samlede stemmer på 2,5 millioner over sine modstanderes resultater slået sammen.

### Indenrigspolitik
I Coolidges præsidentperiode oplevede USA en periode med hurtig økonomisk vækst kendt som de "Brølende tyvere". Hans økonomiske politik er ofte blevet fejlciteret for "generelt set er det amerikanske folks vigtigste arbejde arbejde". Selvom nogle kommentatorer har kritiseret Coolidge som en doktrinær laissez-faire-ideolog, har historiker Robert Sobel givet en kontekst baseret på Coolidges form for føderalisme: "Som guvernør i Massachusetts støttede Coolidge lovbestemmelse af lønninger og arbejdstimer, modsatte sig børnearbejde, indsatte økonomisk kontrol under første verdenskrig, talte for sikkerhedsforanstaltninger på fabrikker og endda arbejderrepræsentation i firmabestyrelserne. Støttede han disse tiltag som præsident? Nej, fordi i 1920'erne blev den slags sager betragtet som delstatens og de lokale ledelsers ansvar."
Coolidges og hans finansminister Andrew Mellons, skattepolitik gik ud på at skatterne skulle sænkes og færre folk skulle betale dem. Kongressen var enig, og den amerikanske skat blev dermed reduceret i Coolidges embedsperiode. Udover disse skattelettelser foreslog Coolidge reduceringer i den føderale regerings udgifter og betalte af på noget af den offentlige gæld. For at nå det mål nægtede Coolidge at godkende nogle af de udgifter som Kongressen vedtog. Han nedlagde veto mod McNary-Haugen Farm Relief Bill i 1926, som var designet til at lade den føderale regering opkøbe overskud fra landbruget og sælge dem i udlandet til en billig pris. Coolidge erklærede at landbruget måtte stå "på en uafhængig forretningsbasis", og sagde at "regeringskontrol kan ikke adskilles fra politisk kontrol". Han støttede Herbert Hoovers forslag om at modernisere landbruget for at skabe profit i stedet for at manipulere priserne. Da Kongressen igen fremsatte McNary-Haugen-lovforslaget i 1927 nedlagde Coolidge igen veto. I den forbindelse udtalte Coolidge, som selv var søn af en landmand fra Vermont, "Landmænd har aldrig tjent mange penge, og jeg tror ikke at der er meget vi kan gøre ved det."
Coolidge er ofte blevet kritiseret for sine handlinger under Mississippi-oversvømmelsen i 1927, som var den værste naturkatastrofe i Golfkystens historie helt frem til Orkanen Katrina i 2005. Selvom han senere satte minister Hoover i spidsen for en kommission som skulle komme ofre for oversvømmelsen til undsætning, er Coolidges manglende interesse for føderal oversvømmelseskontrol blevet kritiseret meget. Coolidge mente ikke at det ville gavne noget at besøge regionen personligt efter oversvømmelsen, men snarere blive set som en politisk tilskuertribune, og han ønskede ikke at spendere de penge som oversvømmelseskontrol ville kræve. Kongressen ønskede en lov som ville placere den føderale regering fuldstændigt som ansvarlig for lindring af tab som følge af oversvømmelse; Coolidge ville have at ejendomsejerne selv skulle stå med størstedelen af tabet. Da Kongressen vedtog en kompromisforholdsregel i 1928 nægtede Coolidge at tage æren for det, og underskrev lovforslaget i private omgivelser 15. maj.
Coolidge var imod lynchning og Ku Klux Klan, som mistede sin indflydelse under hans embedsperiode.

### Udenrigspolitik
Selvom han ikke var en isolationist, var Coolidge dog ikke meget for at indgå alliancer med udlandet. Coolidge så den republikanske jordskredssejr i 1920 som befolkningens nej til den Wilsonske ide om at USA burde tilslutte sig Folkeforbundet. Mens han ikke fuldstændigt modsatte sig ideen, mente Coolidge dog at Folkeforbundet i dets daværende udformning ikke tjente amerikanske interesser, og han var ikke interesseret i et medlemskab deri. Han talte for at USA skulle deltage i Den Faste Domstol for Mellemfolkelig Retspleje, forudsat at nationen ikke ville blive bundet af rådgivende beslutninger. Senatet godkendte senere tilslutningen til domstolen (med visse reserveringer) i 1926. Folkeforbundet accepterede reserveringerne, men anbefalede også selv nogle ændringer. Senatet handlede ikke på dette, og USA kom aldrig med i domstolen.
Coolidges bedst kendte initiativ var Kellogg-Briand-pagten fra 1928, opkaldt efter Coolidges udenrigsminister Frank B. Kellogg og den franske udenrigsminister Aristide Briand. Traktaten, som blev ratificeret i 1929, pålagde underskriverne, deriblandt USA, Storbritannien, Frankrig, Tyskland, Italien og Japan at "fornægte krig som et instrument til nationalpolitik i deres forhold til hinanden." Traktaten opnåede ikke dens ønskede mål – at ulovliggøre krig – men var et fundament for international lov efter anden verdenskrig.
Coolidge fortsatte den tidligere administrations politik med ikke at anerkende Sovjetunionen. Han fortsatte også USA's støtte til den valgte regering i Mexico mod rebellerne, og hævede våbenembargoen mod landet. Han sendte sin nære ven Dwight Morrow til Mexico som amerikansk ambassadør. Coolidge repræsenterede USA ved den panamerikanske konference i Havana på Cuba, hvilket gjorde ham til den eneste siddende amerikanske præsident som har besøgt landet. USA's besættelse af Nicaragua og Haiti fortsatte under hans administration, men Coolidge trak amerikanske styrker fra den Dominikanske Republik i 1924.

### Valget i 1928
Coolidge søgte ikke at blive genvalgt; han bekendtgjorde sin beslutning til journalisterne skriftligt på vanlig kold og klar måde: "Jeg ønsker ikke at stille op til præsident i 1928." Efterfølgende uddybede Coolidge "Hvis jeg tager endnu en periode vil jeg være i det Hvide Hus frem til 1933 … Ti år i Washington er mere end nogen anden mand har haft det – for lang tid!" I sine erindringer forklarede Coolidge sin beslutning om ikke at stille op: "Præsidentembedet kræver sine ofre af dem som besidder det og de som står dem nær. Mens vi ikke bør nægte at bruge og blive brugt i vores lands tjeneste, er det risikabelt at forsøge hvad vi føler er hinsides vores kræfter at fuldføre." Efter at have forladt embedet vendt han og Grace tilbage til Northampton, hvor han nedskrev sine erindringer. Republikanerne forblev i det Hvide Hus efter 1928 da Coolidges handelsminister Herbert Hoover blev ny præsident.
Coolidge havde givet Hoover en lunken modtagelse som sin efterfølger; i en sammenhæng bemærkede han at "i seks år har den mand uopfordret givet mig råd—alle sammen dårlige." Coolidge havde dog intet ønske om at dele partiet ved offentligt at modsætte sig nomineringen af den populære handelsminister. De delegerede overvejede at nominere vicepræsident Charles Dawes som Hoovers vicepræsidentkandidat, men konventet valgte i stedet senator Charles Curtis.

### Radio og film
På trods af sit ry for at være en stille og tilbagetrukket politiker, gjorde Coolidge brug af de nye medie radioen mange gange i sin præsidentperiode. Han afholdt 529 pressekonferencer og mødtes oftere med reportere end nogen præsident før eller siden.
Coolidges indsættelse var den første præsidentielle indsættelse som blev transmitteret i radioen. 6. december 1923 blev han den første præsident hvis tale til Kongressen blev transmitteret i radioen. 22. februar 1924 blev han den første amerikanske præsident til at holde en politisk tale i radioen.
11. august 1924 filmede Lee De Forest Coolidge på plænen foran det Hvide Hus ved hjælp af DeForests Phonofilm sound-on-film-proces, og Coolidge blev dermed også den første præsident som kom til at medvirke i en lydfilm. Titlen på DeForests film var President Coolidge, Taken on the White House Lawn.
Coolidge var den eneste præsident som har fået sit hoved udhugget i mønter mens han stadig levede. Efter sin død blev han også brugt på frimærker.

### Udnævnelser til Højesteret
Coolidge udnævnte en dommer til Højesteret, Harlan Fiske Stone i 1925. Stone havde ligesom Coolidge studeret ved Amherst og var dekan ved Columbia Law School da Coolidge valgte ham som justitsminister i 1924. Han udnævnte Stone til højesteretsdommer i 1925, og Senatet godkendte udnævnelsen. Stone blev senere udnævnt til højesteretspræsident af præsident Franklin D. Roosevelt.

## Pensionering og død
Efter præsidentembedet tjente Coolidge som formand for den neutrale Jernbanekommission, som ærespræsident for Foundation of the Blind, som direktør for New York Life Insurance Company, som formand for American Antiquarian Society og som bestyrelsesmedlem for Amherst College. Coolidge modtog en honorær doktorgrad fra Bates College i Lewiston, Maine.
Coolidge udgav sin selvbiografi i 1929 og skrev en avisklumme, "Calvin Coolidge Says", i perioden 1930–1931. Med udsigt til at tabe valget i 1932 talte nogle Republikanere om at nægte Herbert Hoover som partikandidat, og i stedet få Coolidge til at stille op, men den tidligere præsident gjorde det klart at han ikke var interesseret i at stille op igen, og offentligt ville afvise ethvert forsøg på at vælge ham. Hoover blev gennomineret, og Coolidge støttede ham i flere radiotaler.
Coolidge døde pludseligt af en blodprop i hjertet i sit hjem i Northampton, "The Beeches," 12:45 5. januar 1933.
Coolidge ligger begravet under en simpel gravsten på Notch Cemetery, Plymouth Notch, Vermont, hvor familiens hus vedligeholdes som et museum. Delstaten Vermont dedikerede et nyt besøgscenter i nærheden for at markere Coolidges 100-års fødselsdag 4. juli 1972.

## Fodnoter
1. ↑  Sobel, 14
2. ↑  McCoy, 420–421; Greenberg, 49–53
3. ↑  den oprindelige tekst nævner ham som "the genius of the average", hvilket kan oversættes til både "geni" og "skytsånd"
4. ↑  Fuess, 500
5. ↑  McCoy, 418; Greenberg, 146–150; Ferrell, 66–72
6. ↑  Sobel, 12–13; Greenberg, 2–3
7. ↑  Greenberg, 1–7
8. 1 2  Fuess, 12
9. ↑  Fuess, 7
10. ↑  Fuess, 14
11. ↑  McCoy, 5
12. ↑  Fuess, 16
13. ↑  Fuess, 17
14. ↑  McCoy, 5; White, 11
15. ↑  Fuess, 74–81; McCoy 22–26
16. ↑  Greenberg, 58–59
17. ↑  Telleen, Maurice. The Days Before Yesterday: 75 years ago. The Draft Horse Journal, Autumn, 2001. Hentet fra Internet Archive 18. maj 2007.
18. ↑  White, 65–66
19. ↑  Fuess, 89–92; Sobel, 57–58. Nogle biografer er uenige i dette rosenrøde portræt, se Ferrell, 21–23
20. ↑  Autobiography, 93
21. ↑  Sobel, 49–51
22. 1 2  Sobel, 51
23. ↑  Fuess, 83
24. 1 2  Fuess, 84–85
25. 1 2  McCoy, 29
26. ↑  Sobel, 61
27. ↑  Sobel, 62; Fuess, 99
28. ↑  Sobel, 63–66
29. ↑  Sobel, 68–69
30. ↑  Sobel, 72
31. ↑  Fuess, 106–107; Sobel, 74
32. ↑  Fuess, 108
33. ↑  Sobel, 76
34. ↑  Fuess, 110–111; McCoy, 45–46
35. 1 2  Sobel, 79–80; Fuess, 111
36. ↑  Fuess, 111–113
37. ↑  Fuess, 114–115
38. ↑  Sobel, 80–82
39. 1 2  Have Faith in Massachusetts: A Collection of Speeches And Messages by Calvin Coolidge, 1919, ISBN 1-4179-2608-2.
40. ↑  "stand-patter"
41. ↑  Have Faith in Massachusetts, 7–8
42. ↑  Sobel, 90–92
43. ↑  Sobel, 90; Fuess, 124
44. ↑  Sobel, 92–98; Fuess, 133–136
45. ↑  Fuess, 139–142
46. ↑  Fuess, 145
47. ↑  Fuess, 150; Sobel, 104
48. ↑  Fuess, 151–152
49. ↑  Sobel, 107–110
50. ↑  Sobel, 111; McCall, 75–76
51. ↑  Sobel, 112
52. ↑  Sobel, 115; McCall, 76
53. ↑  Russell, 77–79; Sobel, 129
54. ↑  Russell, 86–87
55. ↑  Russell, 111–113; Sobel, 133–136
56. ↑  Fuess, 226
57. ↑  Det præcise antal var 1.117 ud af 1.544. Russell, 113
58. ↑  Russell, 131–170
59. ↑  Russell, 120
60. ↑  Sobel, 141
61. ↑  Sobel, 142
62. ↑  Russell, 182–183
63. 1 2  Sobel, 143
64. ↑  Coolidge fik 317.774 stemmer, Long 192.673. Fuess, 238.
65. ↑  Fuess, 239–243; McCoy, 102–113
66. ↑  Sobel, 117; Fuess, 195
67. ↑  Fuess, 186
68. ↑  Fuess, 187; McCall, 81
69. ↑  Fuess, 187–188
70. ↑  Sobel, 152–153
71. ↑  Fuess, 259–260
72. 1 2  Fuess, 261
73. ↑  Fuess, 262–264
74. ↑  Sobel, 204–212
75. ↑  Sobel, 204–207
76. 1 2  Electoral College Box Scores 1789–1996.  De amerikanske nationalarkivers officielle webside.  (January 18, 2007).; Leip, David. 1920 Presidential Election Results.  Dave Leip's Atlas of U.S. Presidential Elections (January 18, 2007).
77. ↑  Sobel, 210–211
78. ↑  Sobel, 219; McCoy, 136
79. ↑  Hannaford, 169
80. ↑  Greenberg, 9
81. ↑  Sobel, 217
82. ↑  Sobel, 243
83. ↑  Greenberg, 60
84. 1 2  Rouse, Robert (15. marts 2006). "Happy Anniversary to the first scheduled presidential press conference - 93 years young!". American Chronicle. Arkiveret fra originalen 13. september 2008. Hentet 27. januar 2009.
85. 1 2  Fuess, 308–309
86. ↑  Fuess, 310–315
87. ↑  Sobel, 226–228; Fuess, 303–305; Ferrell, 43–51
88. 1 2 3  Fuess, 320–322
89. ↑  Fuess, 328–329; Sobel, 248–249
90. ↑  Fuess, 341
91. ↑  Fuess, 342; Sobel, 269
92. ↑  Sobel, 278–279
93. ↑  Fuess, 345
94. 1 2  Fuess, 346
95. ↑  Sobel, 300
96. ↑  Autobiography, 190
97. ↑  Sobel, 300–301
98. ↑  Sobel, 302–303
99. ↑  Leip, David. 1924 Presidential Election Results.  Dave Leip's Atlas of U.S. Presidential Elections (January 21, 2007)., Electoral College Box Scores 1789–1996.  De amerikanske nationalarkivers officielle webside.  (January 21, 2007).
100. ↑  Sobel, Robert. Coolidge and American Business. John F. Kennedy Library and Museum. Hentet fra Internet Archive. Se også Greenberg, 47.
101. ↑  Hannaford, 42
102. 1 2  Sobel, 310–311; Greenberg, 127–129
103. ↑  Sobel, 310–311; Fuess, 382–383
104. ↑  Fuess, 383–384
105. ↑  Fuess, 388; Ferrell, 93
106. ↑  Ferrell, 86
107. 1 2  Sobel, 315; Barry, 286–287; Greenberg, 132–135
108. ↑  McCoy, 330–331
109. ↑  Barry, 372–374
110. ↑  Greenberg, 135
111. ↑  Alvin S. Felzenberg, "Calvin Coolidge and Race: His Record in Dealing with the Racial Tensions of the 1920s." New England Journal of History 1998 55(1): 83-96.
112. ↑  Sobel, 342
113. 1 2  McCoy, 184–185
114. ↑  McCoy, 360
115. ↑  McCoy, 363
116. 1 2  Greenberg, 114–116
117. ↑  Fuess, 421–423
118. ↑  McCoy, 380–381; Greenberg, 123–124
119. ↑  McCoy, 181
120. ↑  McCoy, 178–179
121. ↑  Sobel, 349
122. ↑  Fuess, 414–417; Ferrell, 122–123
123. ↑  Sobel, 370
124. ↑  White, 361
125. ↑  Autobiography, 239
126. ↑  Brandes, ___
127. ↑  McCoy, 390–391; Wilson, 122–123
128. ↑  Wilson, 125–127
129. ↑  Greenberg, 7
130. ↑  Sobel, 252
131. ↑  "Calvin Coolidge, the first US President to do a radio address 2-22-1924 | Old Radio Shows.org". Arkiveret fra originalen 21. november 2008. Hentet 27. januar 2009.
132. ↑  "President Coolidge, Taken on the White House Ground (1924)". Hentet 2007-02-04.
133. ↑  Fuess, 364
134. ↑  Coolidge Family Papers, 1802–1932, Arkiveret 16. januar 2009 hos  Wayback Machine Vermont Historical Society Library. Hentet 18. maj 2007
135. ↑  Sobel, 403; Ferrell, 201–202
136. ↑  Fuess, 457–459; Greenberg, 153
137. ↑  Fuess, 460
138. ↑  Greenberg, 154–155
139. ↑  "President Calvin Coolidge State Historic Site". Arkiveret fra originalen 19. februar 2009. Hentet 2007-02-12.

### Primære kilder
- Coolidge, Calvin. Have faith in Massachusetts; a collection of speeches and messages
- Coolidge, Calvin. The Autobiography of Calvin Coolidge (1929), ISBN 0-944951-03-1.
- The Talkative President: The Off-the Record Press Conferences of Calvin Coolidge redigeret af Howard H. Quint og Robert H. Ferrell (1964) Arkiveret 29. december 2008 hos  Wayback Machine

### Akademiske kilder
- Barry, John M., Rising Tide: The Great Mississippi Flood of 1927 and How It Changed America (1997), ISBN 0-684-84002-2.
- Brandes, Joseph, Herbert Hoover and Economic Diplomacy. (1962)
- Ferrell, Robert H., The Presidency of Calvin Coolidge (1998), ISBN 0-7006-0892-3.
- Fuess, Claude M., Calvin Coolidge: The Man from Vermont (1940), ISBN 0-8371-9320-6.
- Greenberg, David, Calvin Coolidge, The American Presidents Series, (2006), ISBN 0-8050-6957-7.
- Hannaford, Peter, The Quotable Calvin Coolidge (2001), ISBN 1-884592-33-3.
- McCoy, Donald, Calvin Coolidge: The Quiet President (1967), ISBN 0-945707-23-1.
- Russell, Francis, A City in Terror: Calvin Coolidge and the 1919 Boston Police Strike (1975), ISBN 0-8070-5033-4.
- Silver, Thomas B., Coolidge and the Historians (1983), ISBN 0-89089-038-2.
- Sobel, Robert, Coolidge: An American Enigma (1998), ISBN 0-89526-410-2.
- White, William Allen, A Puritan in Babylon: The Story of Calvin Coolidge (1938) Arkiveret 28. december 2008 hos  Wayback Machine, ASIN B000O16342.
- Wilson, Joan Hoff, Herbert Hoover, Forgotten Progressive (1975), ISBN 0-316-94416-5.

### Andre
En akademisk konference om Coolidge blev afholdt 30. og 31. juli 1998 i John F. Kennedy Library for at markere 75-året for indvielsen af hans lanternelys-hjemstavn.